# Elymnias malelas
Elymnias malelas är en fjärilsart som beskrevs av William Chapman Hewitson 1863. Elymnias malelas ingår i släktet Elymnias och familjen praktfjärilar. Inga underarter finns listade i Catalogue of Life.

## Bildgalleri

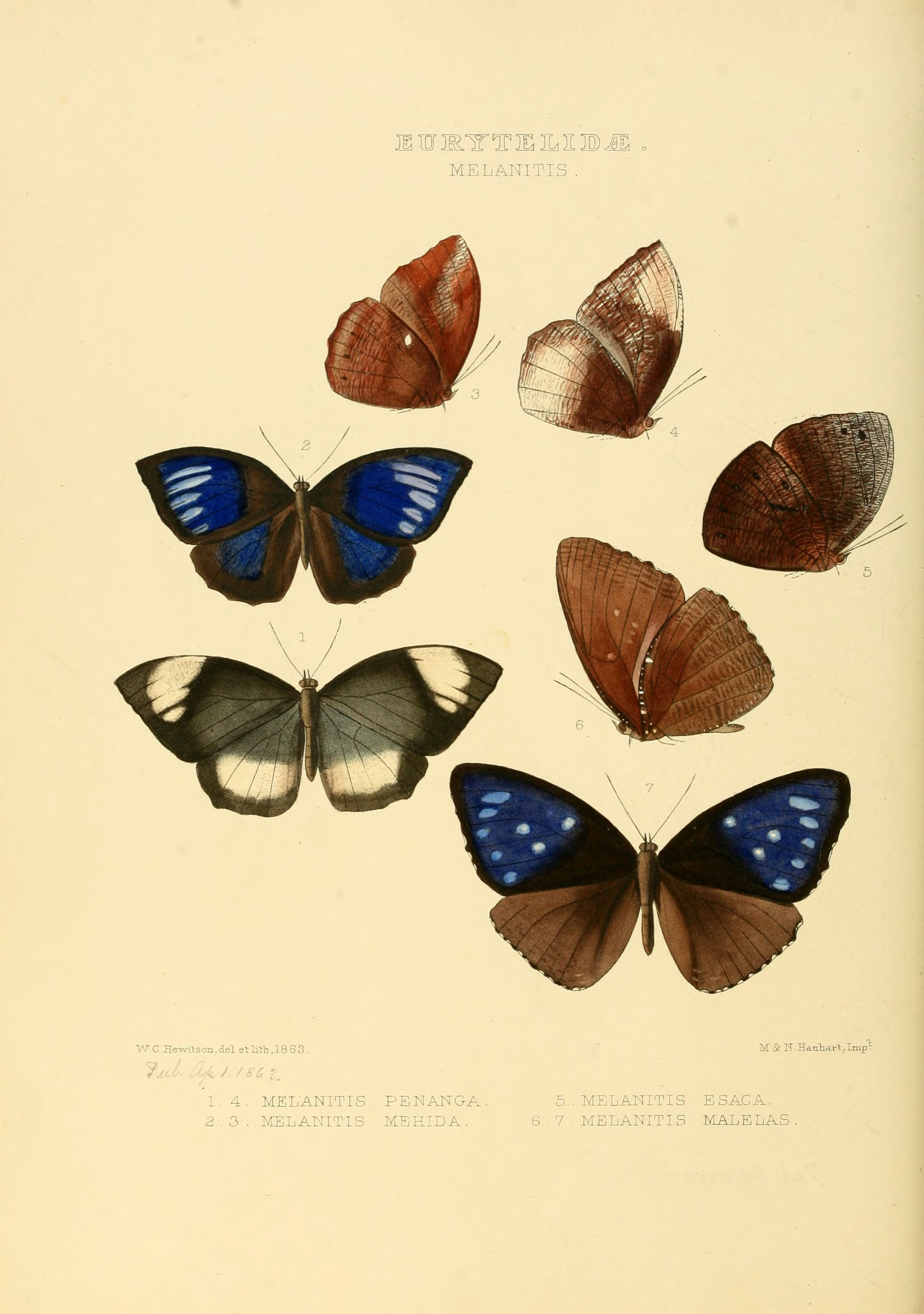
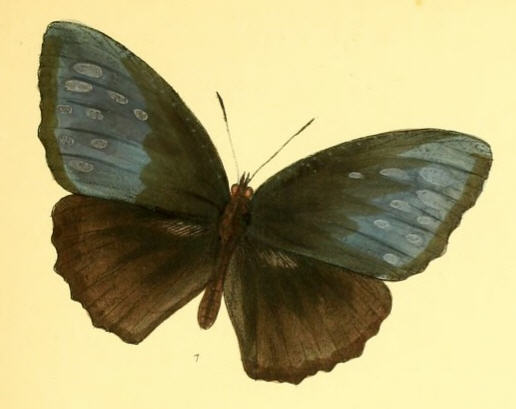
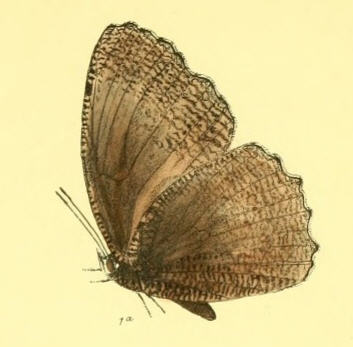
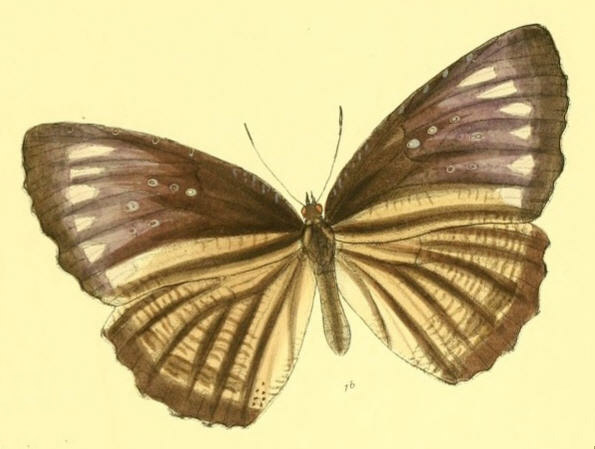
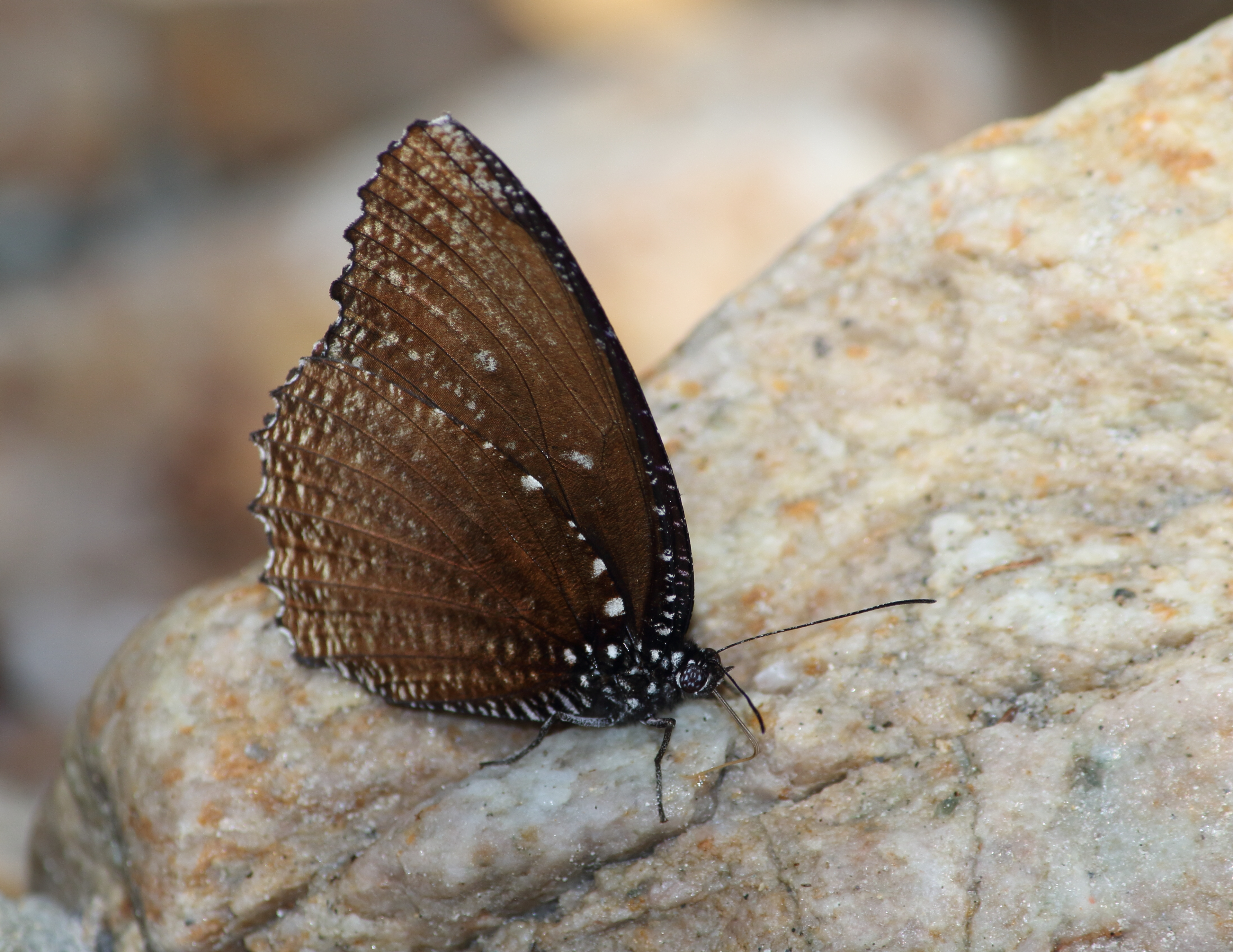